# Aed Brosc
Aed Brosc, anche Aetius e Adriano (340 circa), apparteneva alla tribù dei Déisi (originari della contea di Waterford, in Irlanda).
Suo nonno, Eochaid Allmuir, aveva lasciato la sua terra quando le velelità indipendentiste del suo popolo erano state stroncate duramente dal re supremo. Sembra che le autorità romane abbiano chiesto il suo aiuto per tenere lontani i pirati irlandesi dalle coste del Dyfed. I discendenti di Urb, primogenito di Aed, alla fine fondarono il regno di Brycheiniog, mentre il figlio più giovane, Triffyn Farfog, sposò l'erede del Dyfed. Come la maggior parte delle casate reali irlandesi, Eochaid diceva di discendere da Beli Mawr, il dio-sole celtico, attraverso il figlio Miled, i cui figli erano i primi celti a giungere in Irlanda, scacciando le precedenti semi-divinità e fondando la dinastia irlandese dei re milesi.